# Starter Wife
Starter Wife (en France) ou Mollie (au Québec) (The Starter Wife) est une série télévisée américaine en seize épisodes de 42 minutes, créée par Josann McGibbon et Sara Parriott, et diffusée entre le 31 mai 2007 et le 12 décembre 2008 sur USA Network.
En France, la série a été diffusée à partir du 7 août 2008 sur Canal+ et au Québec à partir du 18 juin 2009 sur le réseau TVA.

## Synopsis
La vie de Molly Kagan est bouleversée le jour où son mari Kenny, un producteur hollywoodien, décide de divorcer après neuf ans de mariage. Du statut de « femme de », elle passe à celui d'« ex-femme », elle devient alors une starter wife, peu reluisant dans ce monde où seules les apparences comptent. Alors que toutes les portes se ferment devant elle et que la plupart de ses amis lui tournent le dos, Joan lui redonne espoir et confiance en elle et la pousse à se rendre à Malibu avec sa fille Jaden.

## Distribution

### Acteurs principaux
- Debra Messing (VF : Emmanuelle Bondeville) : Molly Kagan
- Judy Davis (VF : Martine Irzenski) : Joan McAllister (meilleure amie de Molly)
- Chris Diamantopoulos (VF : Guillaume Lebon) : Rodney (meilleur ami de Molly)
- Miranda Otto (VF : Sybille Tureau) : Cricket Stewart (amie de Molly)
- David Alan Basche (VF : Pierre-François Pistorio) : Kenny Kagan
- Danielle Nicolet (VF : Céline Mauge) : Liz Marsh
- Bethany Whitmore (en) puis Brielle Barbusca : Jaden Kagan (fille de Molly et Kenny)
- Hart Bochner (VF : Michel Dodane) : Zach McNeill
- Peter Jacobson (VF : Jacques Bouanich) : Kenny Kagan (ex-mari de Molly)
- Joe Mantegna (VF : José Luccioni) : Lou Manahan (producteur, patron de Kenny et ami de Molly)
- Anika Noni Rose (VF : Sophie Riffont) : Lavender (gardienne)
- Stephen Moyer (VF : Damien Boisseau) : Sam (nouvel ami de Molly)
- Aden Young (VF : Arnaud Arbessier) : Jorge Stewart (mari de Cricket)
- Trilby Glover (en) : Shoshanna (chanteuse et nouvelle copine de Kenny)
- Ronny Cox (VF : Michel Ruhl) : Pappy McAllister (mari de Joan)
- Gigi Edgley (VF : Patricia Piazza) : Chloé (assistante de Kenny)

 Source et légende : version française (VF) sur RS Doublage

## Production
Le projet de mini-série de six heures débute en novembre 2005. Le casting débute en août 2006 avec Debra Messing, Joe Mantegna (Joan of Arcadia), Miranda Otto (War of the Worlds) et Aden Young (The Crocodile Hunter: Collision Course), Judy Davis, Anika Noni Rose (Dreamgirls), Peter Jacobson, Chris Diamantopoulos, Stephen Moyer et Bethany Whitmore.
Le 19 octobre 2007, la chaîne commande une saison de dix épisodes. Des rôles sont ensuite ajoutés.
Le 12 février 2009, la série est annulée.

## Épisodes

### Première saison (2007)
1. Première partie (Premiere)
2. Deuxième partie (Hour 2)
3. Troisième partie (Hour 3)
4. Quatrième partie (Hour 4)
5. Cinquième partie (Hour 5)
6. Sixième partie (Finale)

### Deuxième saison (2008)
Elle a été diffusée à partir du 10 octobre 2008.
1. La Reine vierge quadragénaire (The Forty Year Old Virgin Queen)
2. Scandale à Hollywood (The Diary of a Mad Ex-Housewife)
3. Indiscrétions (The Remains of the Snow Day)
4. Mollywood (Mollywood)
5. Liaison dangereuse (Das Booty Call)
6. Ex Files (The Ex-Files)
7. French Déconnexion (The French Disconnection)
8. Harcèlement (Look Who's Stalking)
9. La Femme volontaire (Her Old Man & The Sea)
10. Une femme sous influence (A Woman Over the Influence)

## Commentaires
- Cette série est basée sur une nouvelle du New York Times écrite par Gigi Levangie Grazer sur la vie après le divorce.
- La série devait être une télésuite, mais avec le succès des six premiers épisodes, USA Network a commandé une seconde saison. La série sera finalement annulée en février 2009, après seulement dix nouveaux épisodes.